# Giardini La Mortella
Il Museo-giardino di Lady Walton, comunemente conosciuto come La Mortella, è un giardino creato da Susana Walton, moglie del compositore inglese William, a Forio, nella parte occidentale dell'isola d'Ischia. A partire dal 1990 il giardino è aperto al pubblico.

## Il giardino

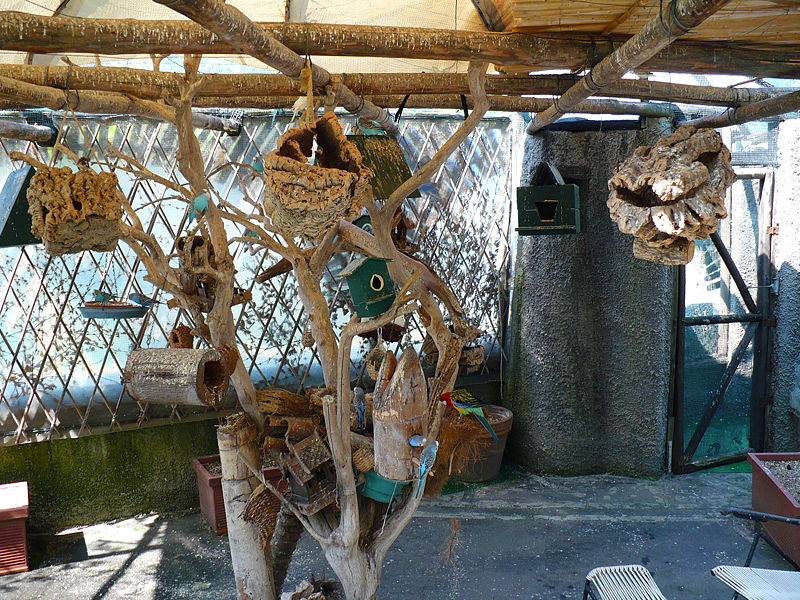
voliera dei giardini "La Mortella"

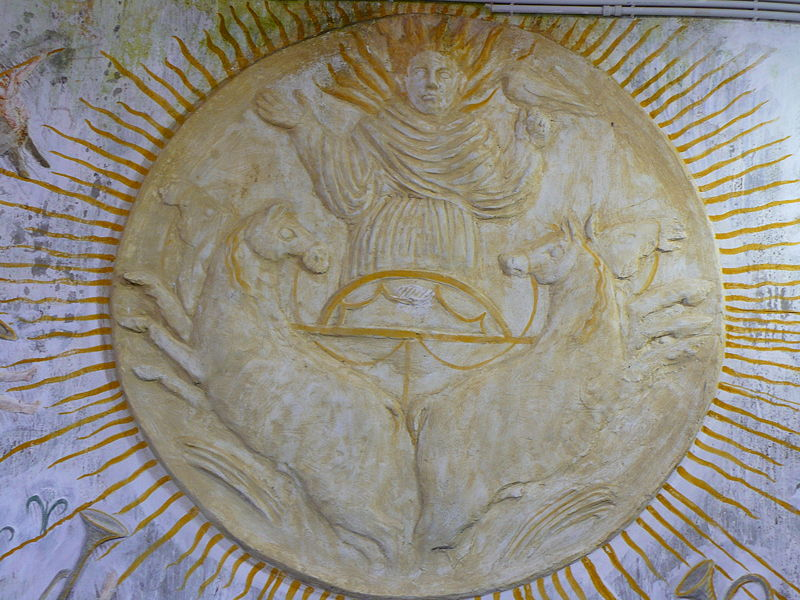
Simbolo del sole su una parete interna del tempio del Sole

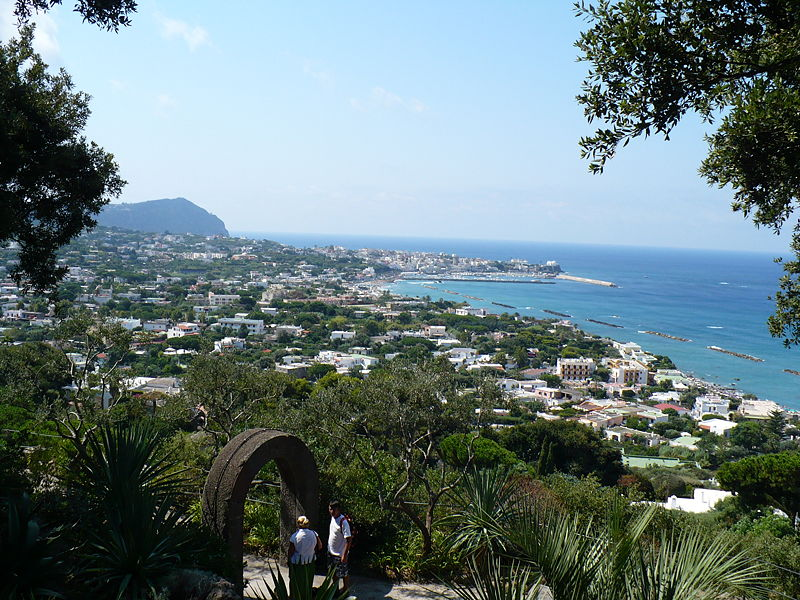
veduta di Forio dai giardini "La Mortella"

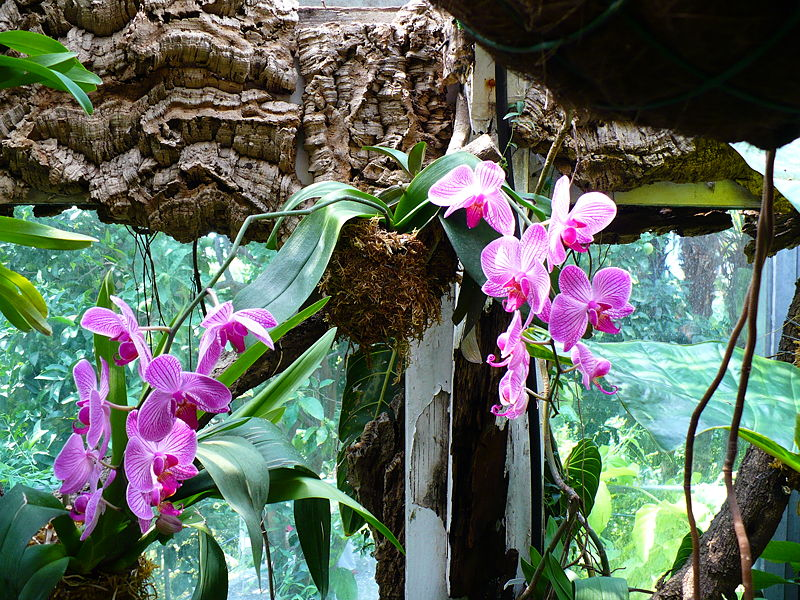
alcune delle orchidee presenti nella Serra delle orchidee

### L'origine del nome
Il termine mortella in napoletano indica, il "mirto divino" (Myrtus communis), una pianta che spunta con grande abbondanza tra le rocce della collina su cui si sviluppa il giardino e che rivestiva notevole importanza nella mitologia greco-romana, a volte rappresentando la bellezza o la verginità, altre volte l'amore o la fortuna pagana.

### La storia
Nel 1949 il musicista William Walton decise di stabilirsi nell'isola d'Ischia con la moglie argentina Susana. I coniugi costruirono ai piedi del monte Zaro, una colata di roccia lavica, una villa circondata da un grandioso giardino botanico.
La realizzazione del giardino (la cui ideazione risale al 1956) fu affidata, negli anni '60, all'architetto paesaggista Russell Page, il quale disegnò tutta la sistemazione del giardino a Valle, integrandolo fra le pittoresche formazioni rocciose.
Oggi La Mortella è composta da due parti profondamente diverse: La Valle, appunto, disegnata da Russell Page, caratterizzata da un clima subtropicale, umida e protetta dal vento, e la Collina o giardino superiore, interamente ideato e sviluppato da Lady Walton, con zone assolate e battute dal vento e caratterizzate da vegetazione proveniente dalle aree mediterranee. Nel giardino superiore sono presenti la sala Thai, circondata da fiori di loto, bambù e aceri giapponesi, il tempio del Sole, arricchito da bassorilievi di Simon Verity; la cascata del Coccodrillo; il Ninfeo; il Teatro greco e la roccia di William, un masso trachitico posto su di un promontorio a circa 120 metri dal livello del mare, dove sono custodite le ceneri dell'artista (1902-1983) presso una lapide votiva, e di sua moglie (1926-2010) presso una statua di Afrodite e la lapide Genius Loci.
Il giardino si sviluppa su un'area di circa 2 ettari e raccoglie più di 3000 specie di piante esotiche e rare. È inoltre arricchito da ruscelli e laghetti, fontane, piscine, corsi d'acqua che permettono la coltivazione di piante acquatiche come papiro, fior di loto e ninfee tropicali, mentre dai terrazzamenti delineati sui muri a secco mediterranei è possibile godere di una delle più suggestive viste della baia di Forio.

### Le specie vegetali
Nel giardino sono presenti collezioni di specie vegetali provenienti da svariati paesi: felci arboree del continente australe, protee e aloe provenienti dal Sudafrica, yucche e agavi messicane, oltre che palme, cicadacee, magnolie e camelie, bauhinie. Piante assai rare sono la Spathodea campanulata originaria dell'Africa tropicale, la Jacaranda mimosifolia dell'Argentina, la Dracaena draco delle Canarie, la Puya berteroniana del Cile, i metrosideros della Nuova Zelanda, la Chorisia speciosa e molti esemplari di orchidee.

Nella serra della Victoria vengono inoltre coltivate la ninfea Victoria amazonica e la rarissima rampicante delle Filippine Strongylondon macrobotys, famosa per i fiori color verde giada.

## Il museo
Sulla collina, poco distante dalla Serra delle orchidee, è situato il museo, che raccoglie i cimeli e i ricordi di Walton ed è arricchito dalle fotografie di Cecil Beaton e da un teatrino di Lele Luzzati.
Sia il giardino che la casa-museo dove il maestro componeva le sue opere sono aperti al pubblico dalla Fondazione William Walton.
Lo scopo preminente delle fondazioni Walton è quello di fare della Mortella un centro di studio per giovani musicisti di talento sotto la direzione dei più importanti maestri del mondo e di aprire al pubblico il giardino con la Sala Recite/Museo. Per questi motivi ogni anno vengono offerte borse di studio per compositori in collaborazione con l'università di Harvard e viene organizzata una stagione di concerti con le scuole di musica di Napoli, Roma e Firenze. 
Periodicamente il Teatro greco ospita concerti estivi all'aperto.